# Galasówki (wzniesienie)
Galasówki (264 m) – wzniesienie pomiędzy miejscowościami Rusocice i Przeginia Duchowna, znajduje się w paśmie wzniesień pomiędzy wzniesieniami Kleparka (304 m) i Sowia Góra (226 m), pod względem geograficznym na Garbie Tenczyńskim (część Wyżyny Krakowsko-Częstochowskiej) w obrębie Rudniańskiego Parku Krajobrazowego.
Galasówki są całkowicie porośnięte lasem. Biegnie przez nie droga leśna zwana Szlakiem Wiedeńskim, a u południowych podnóży wypływa potok Zimna Rzeczka.